# 6G-fruktoziltransferaza
6G-fruktoziltransferaza (EC 2.4.1.243, fruktan:fruktan 6G-fruktoziltransferaza, 1F(1-beta--fruktofuranozil)m saharoza:1F(1-beta--fruktofuranozil)nsaharoza 6G-fruktoziltransferaza, 6G-FFT, 6G-FT, 6G-fruktotransferaza) je enzim sa sistematskim imenom 1F-oligo(beta-D-fruktofuranosil-(2->1)-)saharoza 6G-beta-D-fruktotransferaza. Ovaj enzim katalizuje sledeću hemijsku reakciju
[1-beta--fruktofuranozil-(2->1)-]+1 alfa--glukopiranozid + [1-beta--fruktofuranozil-(2->1)-] alfa--glukopiranozid {\displaystyle \rightleftharpoons } [1-beta--fruktofuranozil-(2->1)-] alfa--glukopiranozid + [1-beta--fruktofuranozil-(2->1)-] beta-D-fruktofuranozil-(2->6)-alfa-D-glukopiranozid ( >{\displaystyle \rightleftharpoons } 0)
Ovaj enzim katalizuje transfer terminalno (2->1)-vezane beta-D-fruktozilne grupe mono- ili oligosaharid substituenta na O-1 fruktoznom ostatku saharoze u O-6 glukoznom ostatku.

## Literatura
- Nicholas C. Price; Lewis Stevens (1999). Fundamentals of Enzymology: The Cell and Molecular Biology of Catalytic Proteins (Third изд.). USA: Oxford University Press. ISBN 019850229X.
- Eric J. Toone (2006). Advances in Enzymology and Related Areas of Molecular Biology, Protein Evolution (Volume 75 изд.). Wiley-Interscience. ISBN 0471205036.
- Branden C; Tooze J. Introduction to Protein Structure. New York, NY: Garland Publishing. ISBN 0-8153-2305-0.
- Irwin H. Segel. Enzyme Kinetics: Behavior and Analysis of Rapid Equilibrium and Steady-State Enzyme Systems (Book 44 изд.). Wiley Classics Library. ISBN 0471303097.
- William P. Jencks (1987). Catalysis in Chemistry and Enzymology. Dover Publications. ISBN 0486654605.

## Spoljašnje veze
- 6G-fructosyltransferase на 